# Sant Andrieu de Rosan
Sant Andreu de Rosans (en francès Saint-André-de-Rosans) és un municipi francès situat al departament dels Alts Alps i a la regió de Provença – Alps – Costa Blava.

## Demografia
| 1841                                       | 1962 | 1968 | 1975 | 1982 | 1990 | 1999 | 2006 | 2016 |
| ------------------------------------------ | ---- | ---- | ---- | ---- | ---- | ---- | ---- | ---- |
| 700                                        | 176  | 137  | 119  | 123  | 141  | 139  | 147  | 148  |
| Des de 1962: població sense dobles comptes |      |      |      |      |      |      |      |      |

## Administració
| Període   | Identitat      | Partit |
| --------- | -------------- | ------ |
| 2001-2014 | Robert Noello  |        |
| 2014-     | Cécile Liotard |        |